# Claustre Panadés
Maria Claustre Panadés (Tarragona, 1914 – 2006) va ser una pintora tarragonina.

## Biografia
Va ser una de les alumnes de l'Escola Taller d'Art de Tarragona que l'any 1937 va rebre una de les dues beques assignades als estudiants de pintura; una de les dues beques d'escultura va ser per a la seva companya i amiga Maria Teresa Ripoll (Tarragona 1914-1987). A l'Escola Taller, a més d'aprendre a pintar i dibuixar, s'hi impartia una formació complementària de música i literatura. Era un centre de pintura i escultura, on la literatura, la música i la cultura en general també eren fonamentals, de manera que Claustre va rebre una formació que abraçava molts aspectes.
Durant la Guerra Civil la seva família es va traslladar a Constantí, on ella va aprofitar el temps fent nombrosos dibuixos dels nens del poble. Dels seus anys a l'Escola Taller es conserven molts treballs els quals donen una mostra del domini assolit en el camp del dibuix. Els seus dibuixos tenien molta afinitat amb els de Maria Teresa Ripoll, ja que compartien professor i molts cops models.
Posteriorment, es va casar i va tenir dues filles i un fill. En aquesta etapa va fer una parada a la seva carrera artística per tenir cura dels seus fills. Tot i això, en les seves estones lliures seguia pintant, però no va participar en cap concurs ni exposició.
L'any 1970, amb cinquanta-sis anys, es va matricular a l'Escola Taller d'Art de la Diputació de Tarragona, ja que volia tornar a emprendre la seva vocació. El seu esperit inquiet de voler continuar fent art la va portar, juntament amb un grup d'amigues, a buscar un estudi per rebre classes de la pintora Magda Folch. L'any 1981 el grup organitzava l'exposició Colectiva 80” a la Galeria d'Art de Caixa Tarragona, en la qual Claustre Panadés va presentar natures mortes, flors i paisatges. Cap a la primavera de 1982 es va fer sòcia del Cercle Artístic de Sant Lluc, a Barcelona per seguir en contacte amb l'art. La darrera etapa de l'artista va culminar amb l'exposició al Casino de Tarragona l'any 1998 i dues col·lectives el 2001, una a la Sala de Jovent de l'Ajuntament de Guissona, i l'altra a Cal Xuriguera, a Palouet (la Segarra).

## Obra
La seva obra pictòrica es mou dins dels cànons tradicionals: natures mortes, flors i paisatges amb una factura correcta, pròpia de qui domina l'ofici i la tècnica. En els dibuixos dels anys trenta, mentre residia a Constantí, mostren l'excepcional manera de com captar l'expressió, l'actitud, la gestualitat i la mirada dels seus retrats.
El Museu d'Art Modern de Tarragona conserva una obra seva.

### Exposicions
- 1981: l'exposició Colectiva 80 a la Galeria d'Art de Caixa Tarragona
- 1998: l'exposició al Casino de Tarragona
- 2001: participa en un col·lectiu a Sala de Jovent de l'Ajuntament de Guissona
- 2001: participa en un col·lectiu a Cal Xuriguera, a Palouet (la Segarra).